# Râle des Philippines
Amaurornis olivacea
Espèce
Statut de conservation UICN

 LC  : Préoccupation mineure
Le Râle des Philippines (Amaurornis olivacea) est une espèce d'oiseaux de la famille des Rallidae.

## Répartition
Cette espèce est endémique des Philippines.